# Вајт Оук Вест (Охајо)
Вајт Оук Вест (енгл. White Oak West) град је у америчкој савезној држави Охајо.

## Демографија
По попису из 2000. године број становника је 2.932.
| Група             | 2000.         | 2010.    |
| Белци             | 2.859 (97,5%) | 0 (0,0%) |
| Афроамериканци    | 33 (1,1%)     | 0 (0,0%) |
| Азијати           | 16 (0,5%)     | 0 (0,0%) |
| Хиспаноамериканци | 5 (0,2%)      | 0 (0,0%) |
| Укупно            | 2.932         | 0        |